# Eric Frenzel
Eric Frenzel (født 21. november 1988 i Annaberg-Buchholz) er en tysk skiløber, som konkurrerer i nordisk kombineret.
Hans første store internationale resultat kom i 2009, da han var med til at vinde VM-sølv for hold i 2009. Han har i alt vundet sytten VM-medaljer til og med 2021.
Ved vinter-OL 2010 i Vancouver deltog han på normal bakke, stor bakke, begge individuelt, samt holdkonkurrencen. I de to individuelle konkurrencer blev han henholdsvis nummer ti og nummer fyrre. I holdkonkurrencen hentede han sammen med Johannes Rydzek, Tino Edelmann og Björn Kircheisen med et godt langrendsresultat bronze 19,5 sekunder efter de østrigske vindere og ca. 14 sekunder efter det amerikanske hold på andenpladsen.
Frenzel var også med ved vinter-OL 2014 i Sotji, hvor han deltog i de samme konkurrencer. Her vandt han konkurrencen på normal bakke, hvor han med 131,5 meter i skihop havde et forspring inden langrendet. Han ventede imidlertid på sin nærmeste forfølger, japaneren Akito Watabe, og de to formåede i et godt samarbejde at holde de øvrige forfølgere bag sig. På den sidste halve kilometer satte Frenzel spurten ind, og han vandt konkurrencen med et forspring på 4,2 sekunder til Watabe, mens nordmanden Magnus Krog sikrede sig bronze. På stor bakke blev han nummer ti, og i holdkonkurrencen var tyskerne (Björn Kircheisen, Johannes Rydzek, Fabian Riessle og Frenzel) bedst efter skihoppet, men nordmændene var stærkest i langrendet og vandt med et forspring på blot 0,3 sekund foran tyskerne, der dermed fik sølv, mens bronzemedaljen gik til Østrig.
Ved vinter-OL 2018 i Pyeongchang deltog han endnu engang i de samme discipliner. På normalbakke blev Frenzel nummer fem i skihoppet, hvorpå han i langrendet endte med at genvinde guldet fra Sotji, igen foran Watabe, mens Lukas Klapfer fra Østrig vandt bronze. På stor bakke var han fjerdebedst efter hoppet, og sammen med Johannes Rydzek og Fabian Riessle distancere han i langrendsdelen det øvrige felt, og det endte med, at de kom i mål inden for et sekund med Rydzek som guld-, Riessle som sølv- og Frenzel som bronzevinder. I holdkonkurrencen var Tyskland storfavoritter med de tre medaljetagere fra stor bakke samt Vinzenz Geiger, og selv om de blot blev nummer to i hopdelen, var de så stærke i langrendsdelen, at de sikrede sig guldet med et forspring på næsten et minut til Norge, der selv var cirka 15 sekunder foran østrigerne på tredjepladsen.